# 周錫年
周錫年爵士，CBE，JP（Sir Sik-nin Chau，1903年4月13日—1985年11月30日），香港富商和首位香港華人耳鼻喉科醫生，曾任華人銀行、九龍巴士及牛奶公司等企業的董事長，在二戰後的1940年代至1960年代初先後擔任過立法、行政兩局首席非官守議員，亦出任過香港工業總會與貿易發展局的首任主席，是繼其堂兄周埈年爵士以後，另一位甚具影響力的華人僑領。
周錫年的牛奶公司在1972年遭英資置地敵意收購，在1976年以後復因中風而減少出席公開場合。周錫年晚年曾因其遺囑分配而與長媳及次子周啟邦展開訴訟。有關其遺囑的爭論，至他去世後仍持續多時。

## 生平

### 早年生涯
周錫年祖籍廣東東莞，是周家廿二世孫，祖上為清朝名士，祖父周永泰於1860年代來港經商定居。周錫年在1903年4月13日於香港出生，為周卓凡的第三子。周錫年伯父周少岐太平紳士為香港富商，曾任立法局非官守議員，至於其堂兄周埈年爵士日後更成為立法局與行政局首席非官守議員。
周錫年幼年入讀聖士提反書院，1918年畢業後進入香港大學，修讀醫科，後於1923年取得內外全科醫學士學位（MBBS）畢業。港大畢業後，他隨即到英國倫敦大學深造，曾在當地擔任實習醫生，1925年取得英格蘭喉科及耳科文憑（DLO），後又於1926年取得眼科醫學及外科文憑（DOMS），並前往維也納大學進修。
學成以後，周錫年即於1927年返港行醫，成為香港首位華人耳鼻喉科醫生，於中環皇后大道中今萬年大廈一帶開業，在1930年至1936年，他還同時擔任香港大學眼科講師，以及西營盤的國家醫院眼科醫生。早在第二次世界大戰前，憑藉其醫生身份，周錫年在華人社會已有一定地位，在1936年至1937年，他獲選為香港醫學會會長，同時在1936年至1941年獲港府委為醫務局（即醫事委員會）議員；另自1936年至1941年又任市政局非官守議員。在1939年5月19日，港府更委任他為非官守太平紳士。
在香港淪陷前夕，周錫年曾在1941年獲委為保良局辛巳年主席，至1942年復連任為壬午年主席，並於1943年卸任。在他出任保良局總理之時，香港正值三年零八個月的日治時期，保良局經營十分困難，在周錫年等總理支持下才能夠勉強維持，他在戰時的貢獻使他在戰後獲英廷授予防衛勳章。

### 商業生涯
戰前的周錫年已積聚不少財富，早於1930年代便於半山區克頓道購置佔地二萬餘呎的花園洋房。而戰後，周錫年得到了殖民地政府的信任，使他在商界有很大發展。在1955年，周錫年創立華人銀行，自任董事長兼總經理；除此以外，他也曾任台灣統一爆竹焰花股份有限公司、牛奶公司、九龍巴士、淺水灣興業有限公司、遠東保險有限公司、錫元樹膠廠、惠康有限公司、大利連有限公司、國際牛奶有限公司、香港亞細亞冷藏食品有限公司、九龍冰廠有限公司、香港平民屋宇有限公司、達通旅運有限公司、年豐米行、香港海產食品有限公司、萬利祥有限公司、賢邦有限公司、啟源有限公司、明機工業有限公司、雅頓洋行有限公司、香港九龍置業有限公司、帝國酒店聯營有限公司等等的董事長。
至於周錫年在戰後出任過的公司董事則包括有泰國亞細亞冷藏食品有限公司、泰國亞細亞超級市場有限公司、澳洲亞細亞食品有限公司、紐西蘭亞細亞食品有限公司、堪富利士產業有限公司、會德豐紡織有限公司、星加坡華聯置業有限公司及養和醫院等等。
周錫年在香港的工商界曾經很有影響力，並出任不同商會的要職，其中計有中華總商會名譽顧問、中華廠商會及香港銀行華員會、橡膠業商會及棉業商會等的名譽會長、另外還有香港九龍華商會顧問，以及香港西商會執行委員等職。

### 兩局議員
在第二次世界大戰結束後，英國的民治政府在1946年5月1日恢復，周錫年隨其堂兄周埈年爵士獲港督楊慕琦爵士委任，到立法局出任非官守議員，至1953年周埈年爵士退出立法局後，周錫年更擔任立法局首席非官守議員之位到1959年。
另一方面，自1947年起，周錫年亦為行政局非官守議員，到1959年退出立法局後，周錫年仍然留在行政局供職，而且還成為行政局首席非官守議員。周錫年在兩局供職前後16年，經歷楊慕琦爵士、葛量洪爵士及柏立基爵士三位港督，深得他們信用。為答謝周錫年在兩局的貢獻，他於1950年獲授CBE勳銜，1960年更獲英女皇伊利沙伯二世授勳為爵士。
由於任期已達極限的關係，周錫年按例須於1962年5月27日卸去行政局的職務，但當時香港不少工商界人士均希望他能夠繼續留任，於是集體入稟英女皇，請願要求延長周錫年在行政局的任期。不過，有關建議最終被殖民地部否決，而為了嘉許周錫年的過去貢獻，他與其堂兄一樣，獲女皇御准在卸任行政局首席非官守議員後，仍可保留使用行政局議員尊享的「議員」（The Honourable）頭銜。

### 公職生涯
至於在任兩局議員期間，周錫年曾經任團防局紳、國殤紀念基金委員會主席、以及自1953年至1959年出任英聯邦國會協會香港分會副主席。另一方面，憑藉著其在工商界的地位，周錫年在1949年獲選為在印度舉辦的聯合國亞洲及遠東經濟委員會會議之香港首席代表，翌年又在澳洲的同一會議續任香港首席代表。在1955年，亞洲及遠東經濟委員會於香港舉行大會，周錫年更獲推選為當年的大會主席。

1966年，時任香港貿易發展局首任主席的周錫年（左一）正進行推廣工作

在1959年，周錫年獲委為即將成立的香港工業總會首任主席，至1966年卸任會長，不過仍然留任委員。在1961年，他又促成成立香港管理專業協會，並在1961年至1969年出任首任主席。而在1966年，周錫年復獲港府委任為香港貿易發展局首任主席，後在1970年卸任。自1962年至1974年，他也是港府的紡織業諮詢委員會委員之一；另外亦曾任美國的國際工業委員會委員。
在任香港工業總會及貿易發展局主席期間，周錫年在1963年曾任香港赴歐共同市場考察團團長，到1967年又任曼谷亞洲第一屆展覽會香港代表團團長，以及在1970年前往美國擔任香港貿易代表團團長。此外，他自1964年至1967年曾任印度太平洋區科學管理協會會長；1965年至1968年任香港日本協會會長；在1970年還出任日本世界博覽會香港區執行委員會主席；在1970年至1973年期間，周錫年亦曾經出任香港生產力促進局主席。

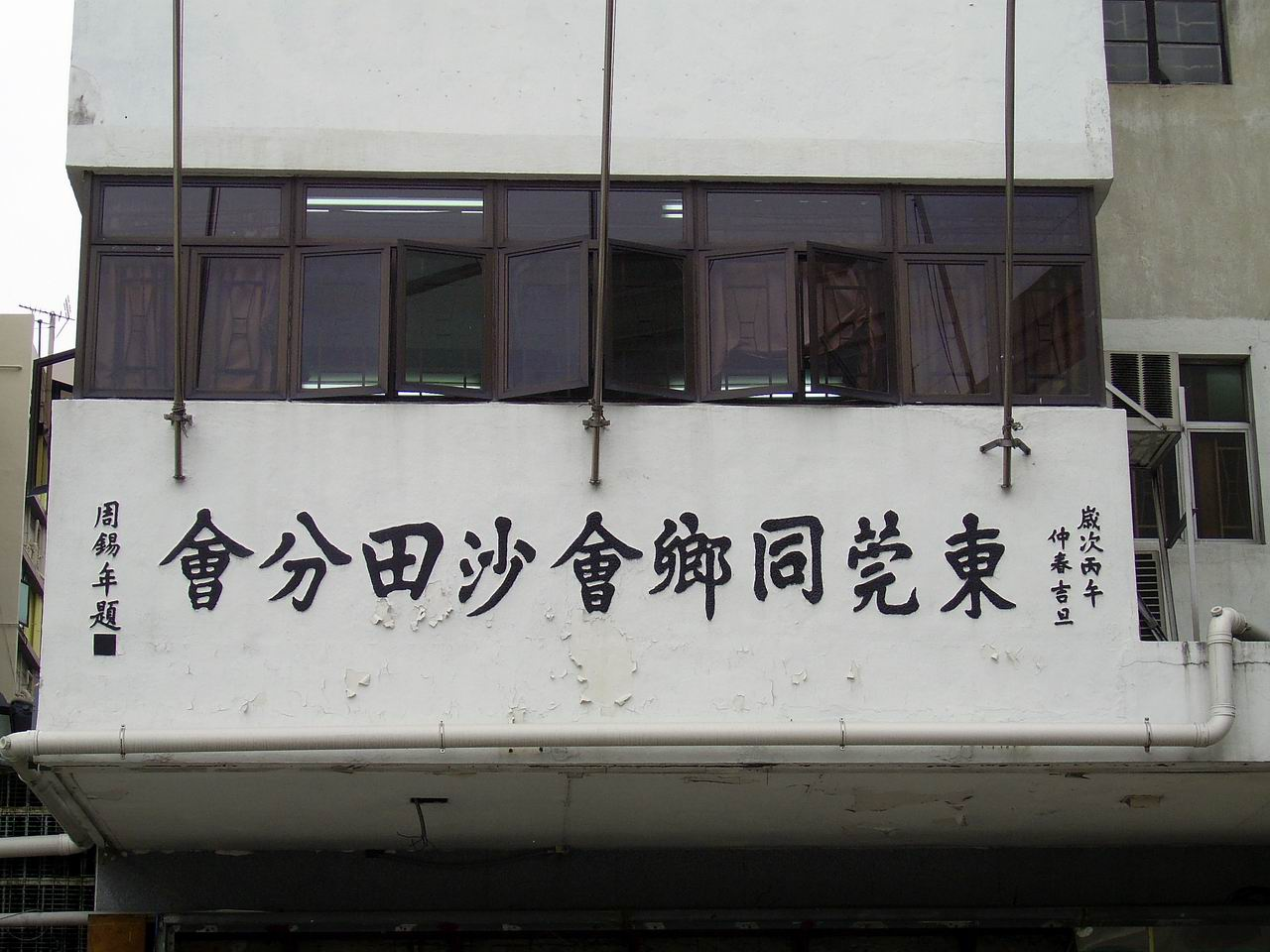
周錫年為東莞同鄉會沙田分會題名。

周錫年對拓展香港的對外貿易有很大貢獻，日本政府曾因此在1969年向他授予勳三等瑞寶章；美國新奧爾良政府亦在1966年向他頒授榮譽市民身份。此外，周錫年亦曾獲國際科學管理學院授予院士身份，並任國際科學管理協會之副會長。
在教育方面，早自1945年至1964年，周錫年已為英國大學遴選委員會委員，同時間還出任香港大學校董會及校務委員會成員。自1946年至1960年，周錫年亦是港府教育委員會首席委員，在1959年至1961年出任聯合書院校董會主席，後來曾經擔任嶺南書院商學院的顧問局成員。
周錫年本身是醫生，對香港的醫療發展亦有所貢獻。在1949年，他曾與律敦治及顏成坤等人創立香港防癆會，同時又創辦了律敦治療養院，專門照顧有需要的肺癆病患者，而周錫年則自1948年至1963年擔任防癆會首任主席，卸任後仍然留任副主席。另一方面，周錫年亦曾任香港眼科學會名譽會長，以及英國紅十字會香港分會名譽副主席等職。
周錫年其他出任的公職還計有東華三院總理及永遠顧問、保良局永遠總理、香港童軍總會副會長、保護兒童會董事、鐘聲慈善社名譽社長、東莞同鄉會會長、周氏宗親會永遠會長；此外也是孔聖會、南華體育會及中華遊樂會的名譽會長等。

### 「置地飲牛奶」
1962年卸任行政局首席非官守議員後，周錫年漸漸淡出香港政治中心，同時他受到家庭與事業的多番打擊，使他從事業的頂峰走向下坡。1967年，周錫年痛失愛妻劉慶桂，使他大受打擊；同年，香港爆發六七暴動前後，周錫年曾多次前往台灣，並獲中華民國總統蔣介石接見，坊間遂有謠言指周錫年有意移民及撤資到台灣。

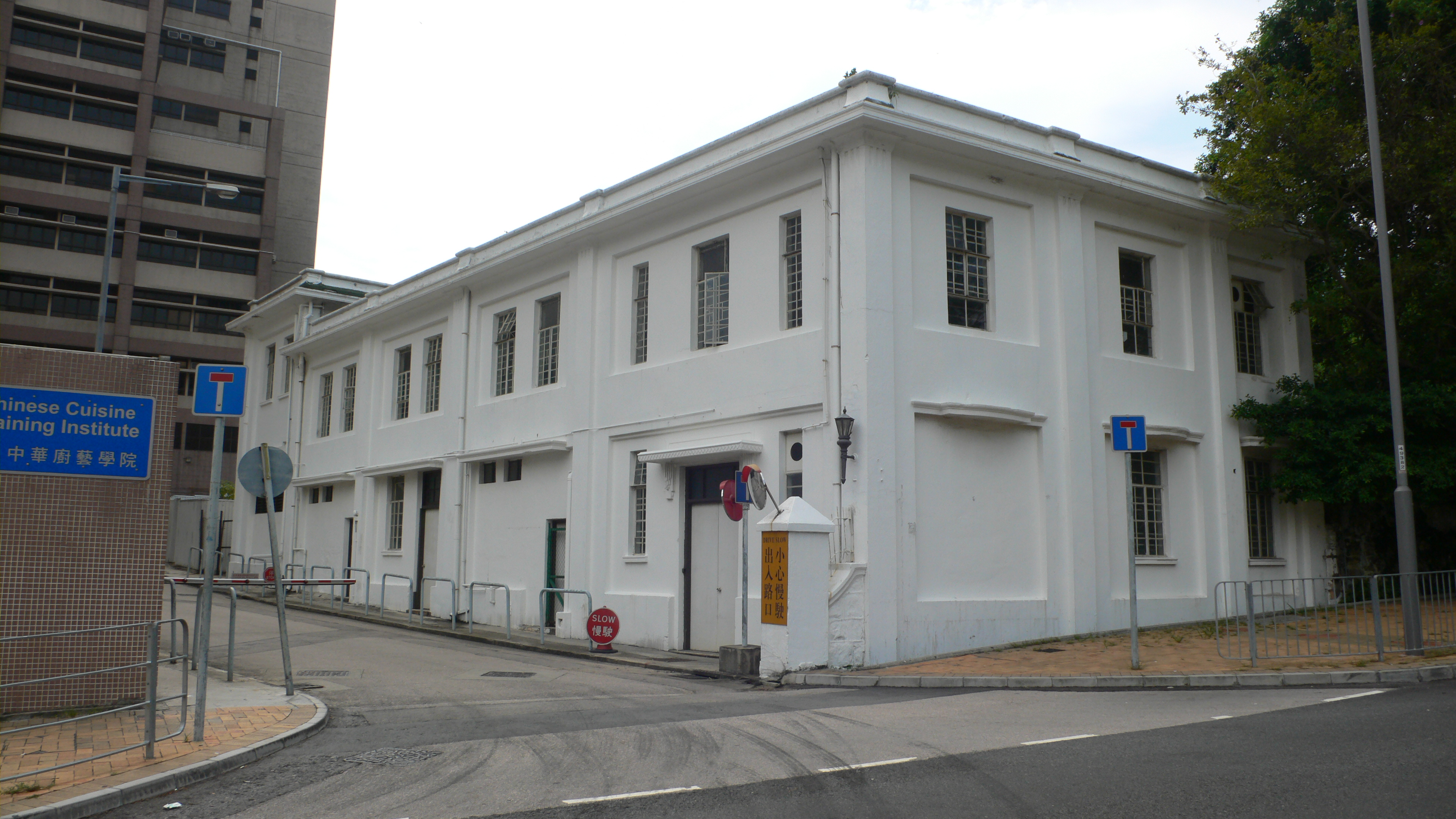
周錫年爵士曾是牛奶公司董事長。

到1972年，周錫年遭受了人生中的另一次打擊。當年11月，英資的置地突然向牛奶公司提出收購行動，身為牛奶公司董事長的周錫年加以拒絕，結果置地與周錫年隨即展開對牛奶公司控制權的爭奪戰。起先，周錫年為增加持股量而大手買入牛奶公司股票，使牛奶公司股價由原本大約45至50港元暴漲至200多元的歷史高位。但置地為了成功吞併牛奶公司，遂驚人地推出「換股」計劃，以每一股置地送五股新股，引誘牛奶公司股東放棄手上股票。兩公司曾因此在各大報章上爆發廣告戰，最終置地在1972年12月成功收購牛奶公司80%的股權，控制了牛奶公司及旗下的惠康等公司。而周錫年則失去了牛奶公司，惟有無奈地黯然退下公司董事長之位。
是次的「置地飲牛奶」事件，置地不費分毫而成功進行收購，但有份參與「換股」的股民卻因股價波動而損失慘重，而事件中普羅市民瘋狂參與股市投機買賣，更成為了1973年香港股災的一大導火線。

### 晚年爭產
自失去牛奶公司後，周錫年的影響力已不如往昔。1974年，他更失去了自1946年起就一直擁有的英皇御准香港賽馬會董事席位（但在同年取得榮譽董事名銜）。未幾，他在1976年更因中風入院，雖然後來治癒出院，但一度要輪椅出入，此後亦漸少出席公眾場合，主要在其克頓道大宅過退隱生活。
自髮妻於1967年逝世後，周錫年在某慈善團體結識已婚女子陳寶琦，兩人更逐漸發展感情。周錫年曾向陳寶琦餽贈不少禮物，而他晚年中風的時候，都是由陳寶琦負責照料。周錫年髮妻劉慶桂為越南富商劉兆卓女兒，因此劉慶桂去世時曾遺下不少財產。而根據劉慶桂生前立下的遺囑，其遺產將與丈夫之財產合併，但由丈夫及兩名兒子共同管理，三人均佔有關財產之餘，財產轉讓也要經三人同意。而假如周錫年逝世，理論上劉慶桂連同周錫年的財產都會由兩名兒子均分。
但自從周錫年與陳寶琦一起以後，他與兩名兒子的關係逐漸疏離，周錫年在1973年更改動自己的遺囑，使陳寶琦成為遺產受益人之一。周錫年修改遺囑後，促使其長媳盧秀研及次子周啟邦在1981年入稟高等法院要求法庭頒令周錫年於1973年立的遺囑無效。但周錫年未幾反控長媳及周啟邦，指他們擁有若干物業權益，並向他們追收應有的租金。雙方就有關紛爭一直爭持不下，直到周錫年逝世也沒有解決。周錫年逝世後，其長媳及周啟邦繼續與陳寶琦展開訴訟，後來達成了庭外和解。
到2003年，周啟邦與盧秀研再度入稟法院，要求授權他們與周錫年的五名孫兒可以分配周錫年的其中300萬元遺產。該批遺產均存於兩個他們與陳寶琦聯名的銀行戶口中。儘管陳寶琦亦可以分配得到這300萬元遺產，但周啟邦等要求陳寶琦所獲款項須用於扣除該次訟訴的開支。

### 逝世
周錫年晚年長期卧病在床，終在1985年11月30日晚上於養和醫院病逝，享年82歲。周錫年逝世後，由鍾士元爵士出任治喪委員會主席。其遺體在同年12月6日於香港殯儀館出殯，扶靈人士包括鍾逸傑爵士、鍾士元爵士、馮秉芬爵士、簡悅強爵士、安子介、胡百全、蔡永善及馮漢柱八人。周錫年的遺體隨後安葬於香港仔華人永遠墳場。周錫年逝世後，時任港督尤德爵士亦特地透過《憲報》發表公告，表示「深切軫悼」。
1982年，海外信託銀行从周錫年家族手中收购香港華人銀行。

## 家庭
周錫年於1927年自英返港後娶越南富商劉兆卓女兒劉慶桂為妻。劉慶桂本人曾於1947年12月11日獲港府奉委為非官守太平紳士，後於1967年逝世。周錫年與劉慶桂共育有兩子，分別為周啟賢及周啟邦（兩兄弟皆於英國劍橋大學法學院畢業）。周啟賢曾為執業大律師，早年於英國中院取得有關資格，其妻為盧秀妍。周啟賢於53歲（1979年）因心臟病猝死，比父親早逝。次子周啟邦與妻子譚月清同樣是大律師。譚月清之父譚煥堂為香港本地富商、九龍巴士創辦人之一；周啟邦夫婦兩人亦以活躍於社交場合著稱，周啟邦於2010年因腸癌逝世。
周錫年晚年與陳寶琦的親密關係，使他與兩名兒子及媳婦日漸疏離。另值得一提的是，周錫年生前曾擁有香港的3號車牌，以寓意自己在兄弟中排行第三。

## 榮譽

### 頭銜
- 周錫年 （1903年－1923年）
- 周錫年，MBBS （1923年－1925年）
- 周錫年，MBBS，DLO （1925年－1926年）
- 周錫年，MBBS，DLO，DOMS （1926年－1939年）
- 周錫年，MBBS，DLO，DOMS，JP （1939年－1946年）
- 周錫年議員，MBBS，DLO，DOMS，JP （1946年－1950年）
- 周錫年議員，CBE，MBBS，DLO，DOMS，JP （1950年－1960年）
- 周錫年爵士，CBE，MBBS，DLO，DOMS，JP （1960年－1985年）

### 勳銜
- 加冕獎章 （1937年）
- 非官守太平紳士 （J.P.）（1939年5月19日）
- 國防章 （1945年）
- 英帝國司令勳章（C.B.E.）（1950年）
- 下級勳位爵士（K.t.）（1960年）
- 銀禧勳章 （1977年）
- 三藩市港口管理局海事勳章 （美國，1968年）
- 勳三等瑞寶章 （日本，1969年）

### 其他榮譽
- 美國新奧爾良榮譽市民 （1966年）

### 榮譽學位
- 榮譽法學博士
  - 香港大學 （1961年港大金禧）
- 院士
  - 國際科學管理學院

### 以他命名的事物
- 周錫年爵士夫人紀念獎：香港中文大學聯合書院所設的一個獎項

## 外部連結
- 香港大學贊辭[永久]，1961年

| 官衔   | 官衔                         | 官衔                |
| ------ | ---------------------------- | ------------------- |
| 新頭銜 | 工業總會主席 1960年–1966年   | 繼任者： 鍾士元議員 |
| 新頭銜 | 貿易發展局主席 1966年–1970年 | 繼任者： 簡悅強議員 |

1. ↑  劉慶桂訃聞. 華僑日報. 1967-01-04. 第二張第二頁.
2. ↑  . 華僑日報. 1969-02-11: 5  [2023-11-11]. （原始内容存档于2023-11-11）.